# لويس بيتس
لويس بيتس (بالإنجليزية: Louis Betts)‏ هو رسام أمريكي، ولد في 5 أكتوبر 1873 في ليتل روك في الولايات المتحدة، وتوفي في 1961.